# Тривожність
Триво́жність — індивідуальна властивість особи, що проявляється схильністю до надмірного хвилювання, стану тривоги в ситуаціях, які загрожують, на думку цієї особи, неприємностями, невдачами, фрустрацією. Важливо, що мова йде про психологічну загрозу, тобто таку, що має суб'єктивний характер і не проявляється як фізична небезпека. Такими ситуаціями можуть бути: деякі конфлікти, порівняння людиною себе з тими, хто має певну перевагу, змагання з такими людьми.
Як страх, так і тривога є адекватними реакціями на небезпеку, але в разі страху небезпека очевидна, об'єктивна, а в разі тривоги вона прихована і суб'єктивна. Інакше кажучи, інтенсивність тривоги пропорційна тому змісту, який для людини має дана ситуація. Причини ж її тривоги, по суті, їй невідомі.
Передумовою розвитку підвищеного рівня тривожності є висока чутливість (сенситивність) нервової системи.

## У дітей
Базальна тривожність — термін психоаналітичної концепції Карен Хорні, означає глибоке почуття тривоги, безпомічності, яке може виникнути у дитини внаслідок проблемних стосунків з батьками (найближчими людьми). З'явившись у найбільш ранньому віці (від народження) базальна тривожність може стати визначальною властивістю поведінки людини. Під впливом базальної тривожності людина прагне позбутися страху, почуватися в безпеці.
Тривожна дитина живе у стані постійного безпричинного страху та напруження. Підвищена тривожність робить поведінку дитини метушливою, неспокійною, розсіяною. Такий емоційний супровід значно зростає в умовах особистої відповідальності за щось і негативно позначається на характері, котрий набуває рис невпевненості, заниженої самооцінки, внутрішнього конфлікту між високим рівнем вимог і низькою самооцінкою своїх можливостей та успішності.
Підвищена тривожність дитини багато в чому залежить від способів спілкування з нею батьків. На думку Е. Г. Ейдеміллера, висока імовірність розвитку тривожної дитини виникає в тих батьків, які виховують її за типом гіперпротекції (надмірна турботливість, безліч обмежень і заборон, постійне смикання). Під пресингом суворого контролю дитина втрачає впевненість у собі, поступово втрачає своє психологічне здоров'я.
Все це дозволяє зробити висновок, що властивості темпераменту, якщо і не є джерелом порушення психологічного здоров'я, але є суттєвим фактором ризику, який не можна ігнорувати.

## Елементи тривоги за Карен Хорні
Пацієнти, які пройшли через сильні напади тривоги, скажуть вам, що воліли б швидше померти, ніж пережити їх ще раз. Крім того, деякі складові афекту тривоги можуть бути особливо нестерпними для людини.
Одними з них є:
- Безпорадність
- Ірраціональність
- Безнадійність